# Stellalândia

Bandeira da Stellalândia

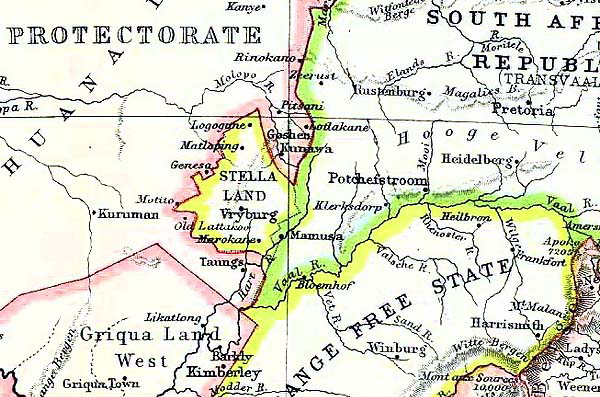
Mapa de Stellalândia

Stellalândia foi uma república Boer de curta duração (1882-1885) localizada na área da Bechuanalândia, a Oeste da então República Sul-Africana.
A república foi formalmente criada a 26 de Julho de 1882 por David Massouw e 400 seguidores, sob a liderança de Gerrit Jacobus van Niekerk (1849-1896). A cidade de Vryburg foi fundada e declarada sua capital. A 7 de Agosto de 1883 uniu-se com o estado de Goshen para formar os "Estados Unidos de Stellalândia".
Em 1885, a Grã-Bretanha enviou uma força comandada por Charles Warren que aboliu a república a 30 de Setembro e reincorporou o território na Bechuanalândia.

## Antecedentes
Antes da proclamação da república, a área estava sob o controle de grupos dos Griqua e Tswana, enquanto o Reino Unido a reivindicou como parte do protetorado emergente da Bechuanalândia britânica. Dois dos grupos nativos estavam sob a liderança dos chefes Mankoroane e Montsioa, que os britânicos consideravam "amigáveis" e outros dois sob a liderança dos chefes Moshette e Massouw. Quando uma briga entrou em erupção entre Mankoroane e outro chefe, cada lado recorreu a recrutar voluntários, prometendo-lhes terra em troca de sua assistência. Depois que um acordo foi negociado com a mediação da República Transvaal, grandes porções da terra de Mankoroane com 416 fazendas de 3 000 morgen (2 563 ha) foram entregues a mercenários Boer que lutaram no lado do adversário, e os novos habitantes decidiram declarar a independência.